# Cornstalk
Cornstalk (1720? – Fort Randolph, 10 de novembro de 1777) foi um líder Shawnee no Território de Ohio nas décadas de 1760 e 1770. Seu nome na língua Shawnee era Hokoleskwa. Pouco se sabe sobre sua juventude. Ele pode ter nascido na província da Pensilvânia. Em 1763, ele supostamente liderou um ataque contra os colonos britânicos-americanos na Guerra de Pontiac. Sua primeira aparição ocorreu em documentos históricos de 1764, quando foi um dos reféns entregues aos britânicos como parte das negociações de paz que encerraram a Guerra de Pontiac.
Quando as colônias anglo-americanas começaram a se expandir no país de Ohio, Cornstalk desempenhou um papel importante na defesa da pátria Shawnee. Ele foi o principal chefe de guerra Shawnee na Guerra de Lord Dunmore (1774), liderando os Shawnees e outros guerreiros nativos contra os colonos na Batalha de Point Pleasant. Depois de sofrer uma derrota naquela batalha, ele se tornou um defensor da neutralidade Shawnee na Guerra Revolucionária Americana, que começou em 1775. Muitos Shawnees lutaram contra os americanos, na esperança de recuperar as terras perdidas, mas Cornstalk estava entre aqueles que temiam que lutar contra os americanos seria desastroso para os Shawnees.
Em 1777, Cornstalk fez uma visita diplomática a Fort Randolph na Virgínia (atual Virgínia Ocidental), na esperança de aprender as intenções americanas. Ele e três outros foram presos pelo comandante do forte. Quando um miliciano americano foi morto por nativos nas proximidades do forte, soldados furiosos executaram Cornstalk e os outros prisioneiros. Seu assassinato enfureceu os Shawnees e os privou de uma importante voz de moderação.

## Antecedentes e primeiros anos
Pouco se sabe sobre o início da vida de Cornstalk, já que ele não aparece claramente nos registros históricos até 1764. Seu ano de nascimento é desconhecido; alguns escritos antigos estimam-no em 1720, embora esta data não esteja documentada. Seu nome na língua Shawnee, Hokoleskwa ("uma folha de milho"), também foi registrado nos registros coloniais como Colesqua, Keightughqua e Semachquaan, com diversas variações de ortografia.

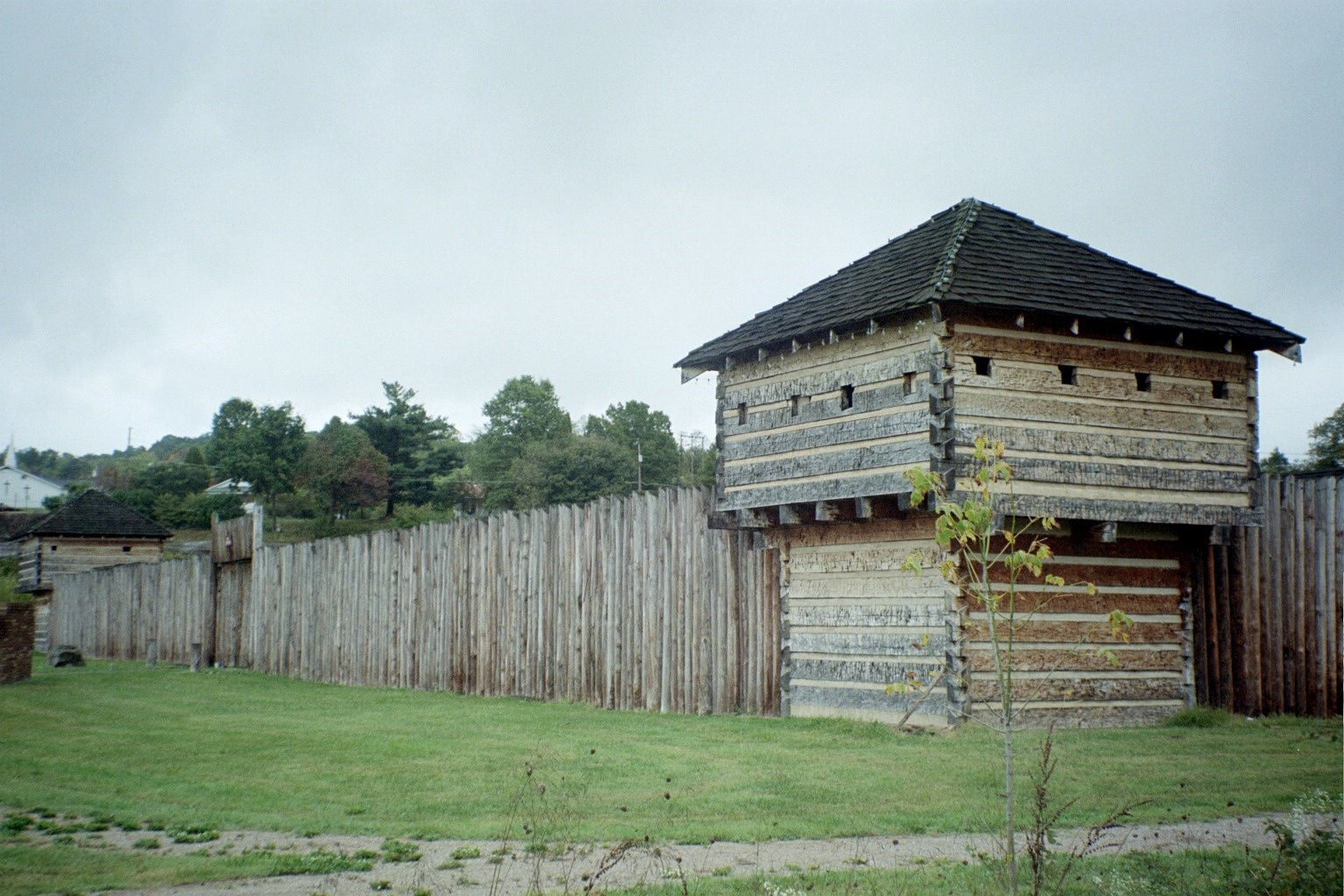
Réplica de Fort Randolph em Point Pleasant, West Virginia. O original, construído no local da Batalha de Point Pleasant, foi onde Cornstalk foi assassinado

Na década de 1680, décadas antes do nascimento de Cornstalk, os Shawnees foram expulsos de Ohio pelos iroqueses. Uma tribo Shawnee reassentou-se no vale do Wyoming ao longo do rio Susquehanna, na província da Pensilvânia, perto da atual Plymouth. Um líder desse grupo era Paxinosa, um notável chefe Shawnee. Missionários da Igreja dos Irmãos Morávios que conheciam Cornstalk disseram que ele era filho ou neto de Paxinosa, então Cornstalk pode ter nascido naquela área. Os Shawnees da era de Cornstalk pertenciam a uma das cinco divisões tribais: Mekoche, Chalahgawtha (Chillicothe), Kispoko, Pekowi e Hathawekela. Como Paxinosa, Cornstalk pertencia à divisão Mekoche.
Quando os combates na Guerra Franco-Indígena chegaram à Pensilvânia em 1755, a tribo de Paxinosa permaneceu neutro. Em 1758, buscando evitar o conflito, eles se mudaram para o condado de Ohio, estabelecendo uma nova cidade, Wakatomika, no rio Muskingum, com outros refugiados Shawnee. Alguns Shawnees de Ohio participaram da guerra. Muitos anos depois, diz-se que Cornstalk liderou um ataque à Virgínia em 1759, embora as histórias sobre sua participação naquele ataque possam ser apócrifas. Cornstalk pode ter lutado na Guerra de Pontiac (1763–1766), um esforço pan-tribal para combater o controle britânico do condado de Ohio. Diz-se que ele liderou um grupo de ataque em 1763 na Virgínia (atual Virgínia Ocidental). Ele apareceu pela primeira vez nos registros históricos em 1764, quando participou das negociações com o coronel Henry Bouquet. Foi um dos reféns entregues pela tribo para garantir o cumprimento da paz. Temendo por sua segurança, Cornstalk escapou e voltou para casa.
Os Ohio Shawnees inicialmente se concentraram em duas grandes cidades, Wakatomica no Muskingum e Lower Shawneetown no rio Ohio. Em 1758, Lower Shawneetown foi abandonada em favor de várias cidades menores no rio Scioto. Na década de 1760, Cornstalk criou sua própria cidade no Scioto, assim como sua irmã, Nonhelema, conhecida pelos colonos como "Grenadier Squaw". Os irmãos de Cornstalk, Nimwha e Silver Heels, também foram líderes shawnee notáveis. Cornstalk teve pelo menos dois filhos, os filhos Cutemwha (O Lobo) e Allanawissica (também chamado Elinipsico). Na década de 1780, Cutemwha (também conhecido como Piaseka ou Biaseka), surgiria como um importante chefe Shawnee.

## Guerra de Lorde Dunmore

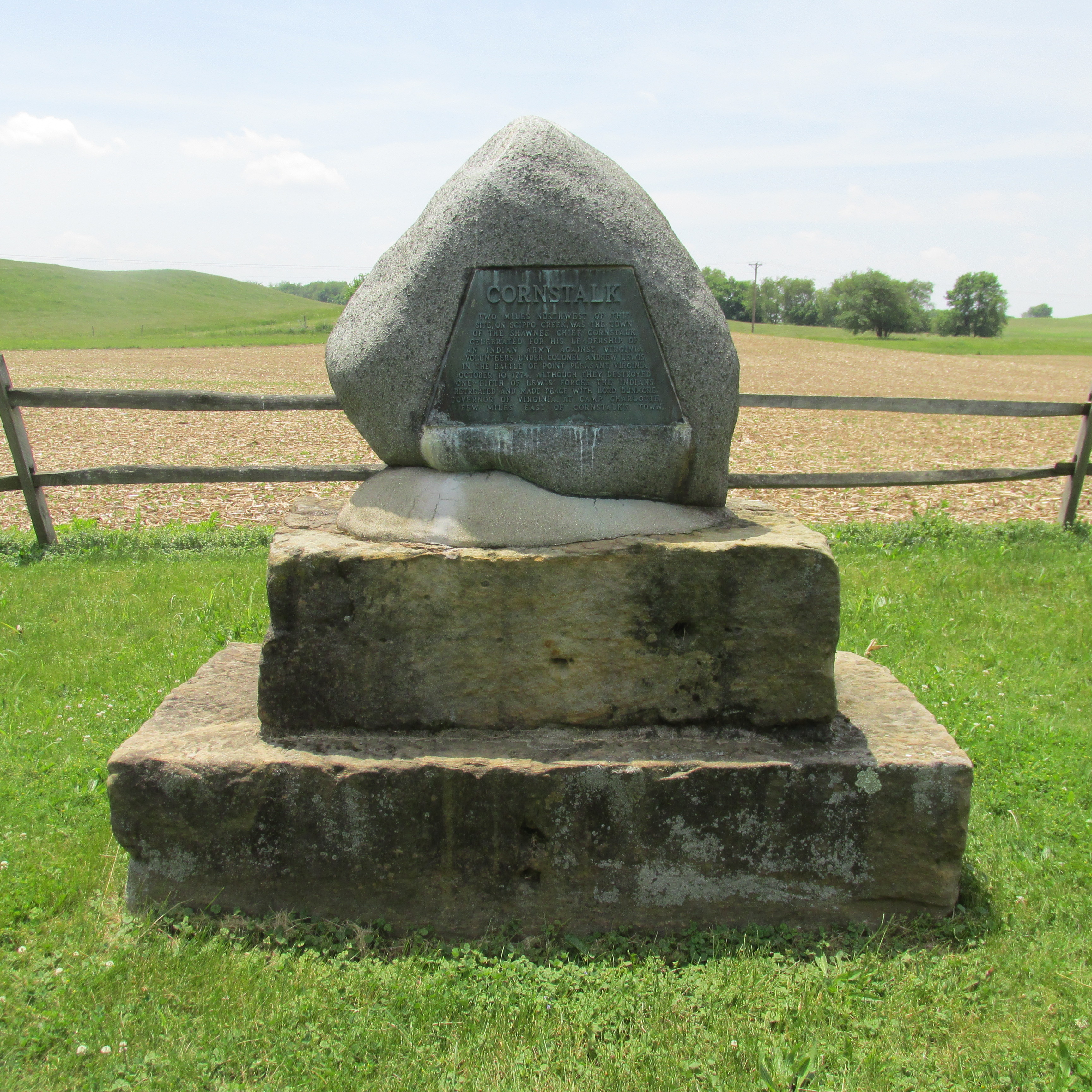
Monumento Cornstalk localizado no Logan Elm State Memorial em Condado de Pickaway, em Ohio

Durante a Guerra de Pontiac, os britânicos emitiram a Proclamação Real de 1763, que criou uma fronteira entre as colônias britânicas e as terras nativas no oeste. Essa fronteira não durou muito: no Tratado de Fort Stanwix de 1768, Sir William Johnson negociou uma nova linha de fronteira com os iroqueses, cedendo terras ao sul do rio Ohio (atual Virgínia Ocidental e Kentucky) aos britânicos. Embora os Shawnees usassem essa terra para caçar, eles não foram consultados nas negociações. Os confrontos entre brancos e indígenas eclodiram depois de 1769, quando colonos e especuladores de terras invadiram a região. Shawnees começaram a organizar outros nativos em um esforço para defender seus territórios de caça contra a colonização britânica. Em 1773, Cornstalk advertiu Thomas Bullitt contra o levantamento da região.
A questão tornou-se uma crise em 1774 depois que pelo menos dez indígenas Mingo foram assassinados por colonos brancos no massacre de Yellow Creek. Os povos Mingos retaliaram contra os colonos e a guerra parecia iminente. Em Fort Pitt, John Connolly, agente de Lord Dunmore, o governador real da Virgínia, convocou a milícia. Cornstalk trabalhou para evitar a escalada da violência. Ele convocou seu irmão Silver Heels para escoltar vários comerciantes britânicos das cidades Shawnee para um local seguro em Fort Pitt. Enquanto estava em Fort Pitt, Silver Heels foi baleado e gravemente ferido por milicianos locais. A guerra de Lord Dunmore havia começado.
Cornstalk não era o principal chefe dos Shawnees, como às vezes se pensa. Shawnees viviam em cidades autônomas sem governo central, mas na década de 1760 começaram a nomear um líder cerimonial (ou "chefe principal") da divisão Mekoche para falar por eles nas negociações com os líderes coloniais. O chefe principal na época de Cornstalk era o chefe Mekoche Kisinoutha (homem duro). De acordo com o costume Shawnee, em tempos de guerra, chefes civis como Kisinoutha cediam a liderança a seus chefes de guerra. Agora Cornstalk, como guerreiro principal, assumiu o comando, liderando chefes de guerra que incluíam Blue Jacket, Black Snake (Peteusha) e Pukeshinwau.

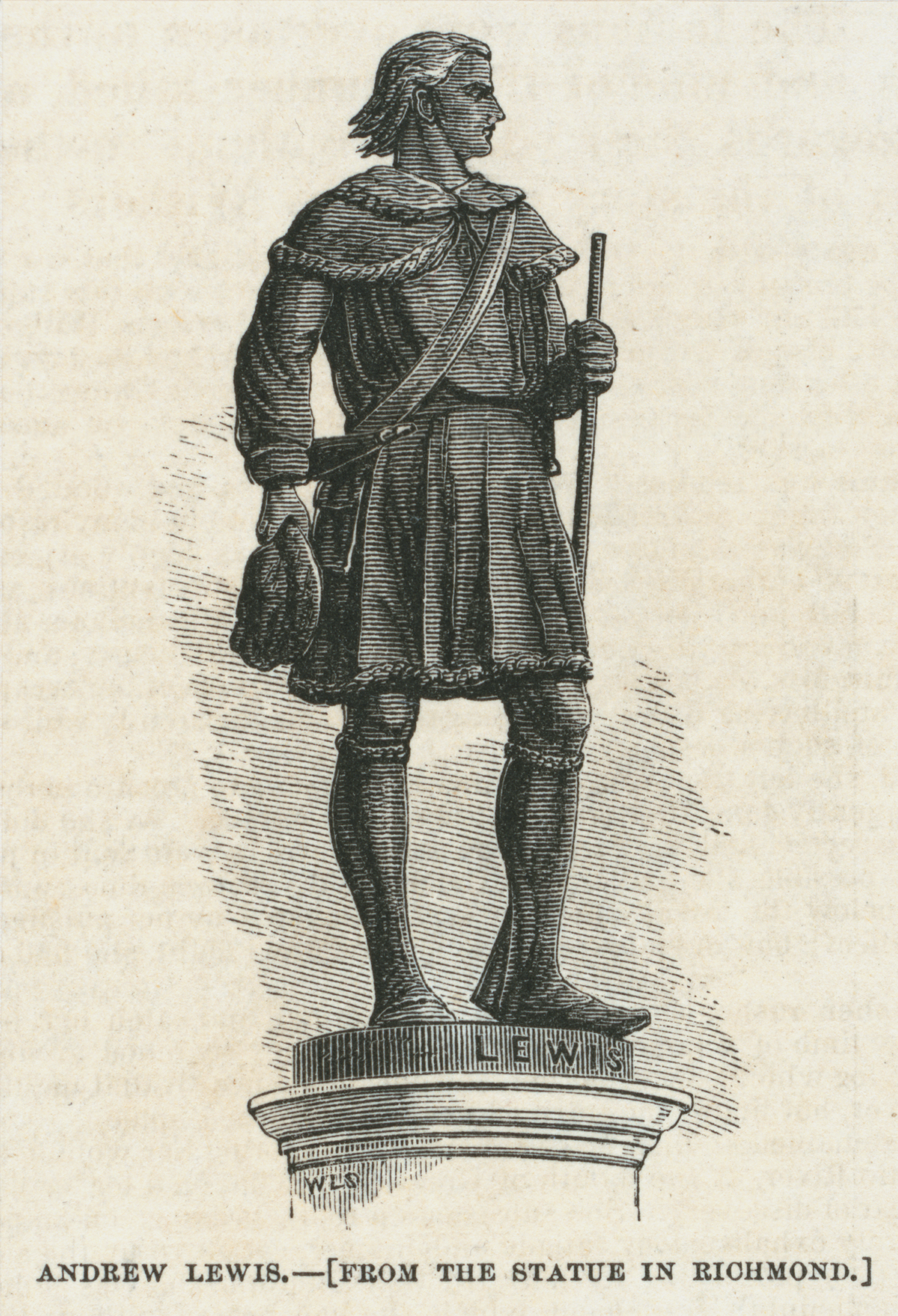
Andrew Lewis (foto) liderava o grupo de Lord Dunmore na guerra contra os povos Shawnees

Os Shawnees e Mingos estavam em desvantagem numérica em relação aos virginianos, então Cornstalk tentou recrutar aliados nativos em face de uma invasão iminente. Oficiais britânicos impediram com sucesso que outros indígenas entrassem na guerra, deixando Cornstalk com apenas cerca de 300 guerreiros Shawnee, Mingo, Delaware e Wyandot para se opor aos 2 300 homens de Dunmore. Dunmore lançou uma invasão em duas frentes do Território de Ohio, com ele liderando uma ala, o coronel Andrew Lewis no comando da outra. Cornstalk decidiu atacar a ala de Lewis antes que os dois exércitos pudessem se unir, iniciando a Batalha de Point Pleasant em 10 de outubro. Durante a intensa batalha de um dia, os virginianos ouviram Cornstalk encorajando seus homens a "sejam fortes, sejam fortes!" Os Shawnees inicialmente tiveram a vantagem, mas quando os reforços coloniais chegaram, os Shawnees em menor número foram empurrados para trás. Perto do pôr do sol, Cornstalk finalmente retirou seus guerreiros do outro lado do rio Ohio.
À medida que os exércitos de Dunmore avançavam para o país de Ohio, alguns guerreiros desejavam continuar lutando. Cornstalk os repreendeu, dizendo: "então vamos matar todas as nossas mulheres e crianças e lutar até morrermos." Cornstalk combinou um encontro com Dunmore e negociou o fim da breve guerra. No Tratado de Camp Charlotte, Cornstalk aparentemente aceitou o rio Ohio como limite das terras Shawnee. Ele entregou quatro reféns, incluindo seu filho, para garantir o cumprimento dos termos. Um oficial da Virgínia, coronel Benjamin Wilson, escreveu sobre o discurso de Cornstalk a Lord Dunmore em Camp Charlotte: "Ouvi os primeiros oradores na Virgínia, Patrick Henry e Richard Henry Lee, mas nunca ouvi alguém cujos poderes de entrega ultrapassaram os de Cornstalk naquela ocasião."

## Revolução Americana

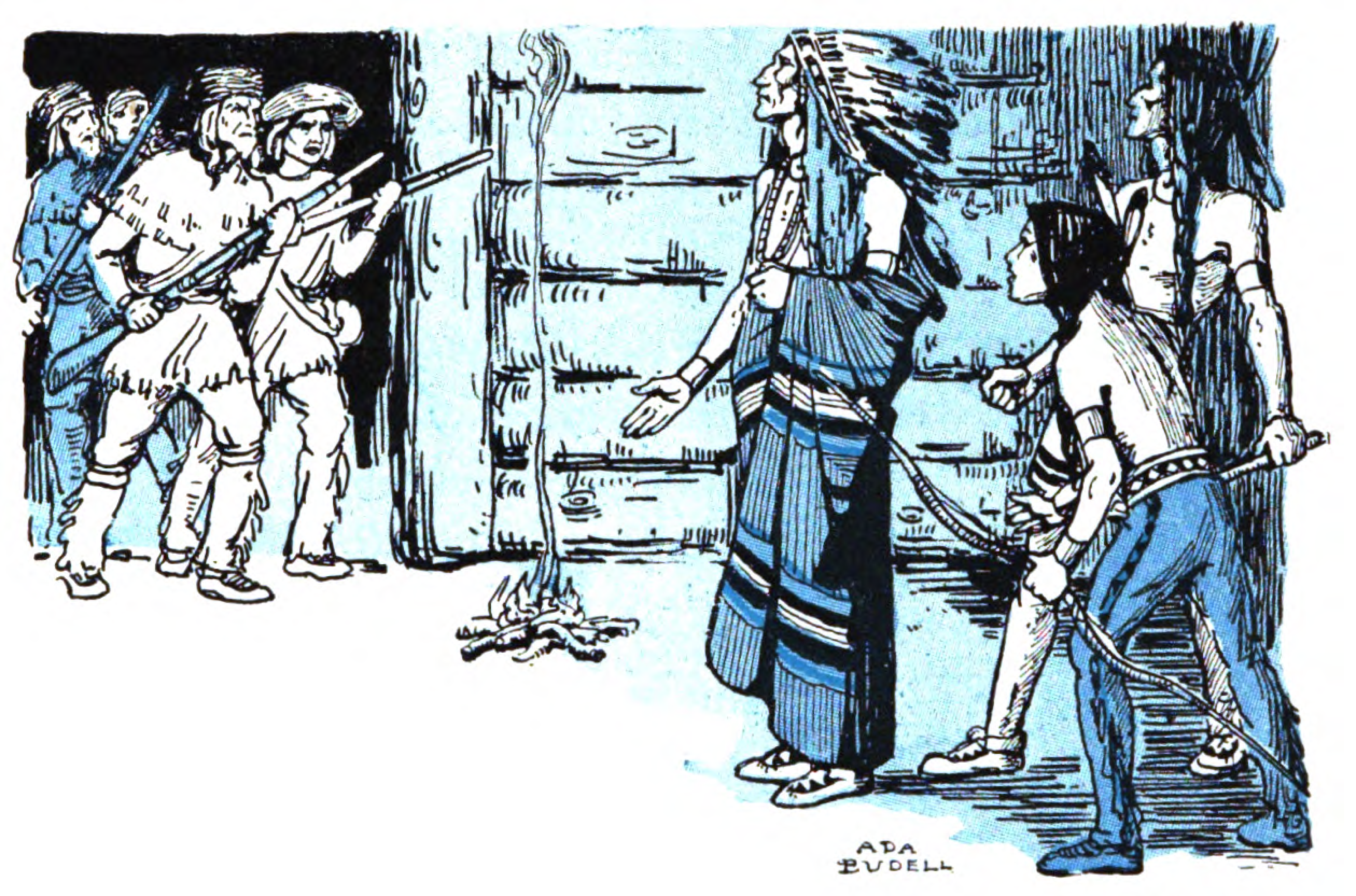
Ilustração de Cornstalk prestes a ser assassinado; registrado num livro infantil de 1920

Quando a Guerra de Independência dos Estados Unidos ocorreu logo após a Guerra de Dunmore, Cornstalk se esforçou para manter seu povo neutro. Em outubro de 1775, Cornstalk, Nimwha e outros Mekoches representaram os Shawnees em 1775 em um conselho realizado em Fort Pitt, buscando manter relações pacíficas com os americanos.
No verão de 1776, ele também visitou os britânicos em Detroit, na esperança de estabelecer relações amistosas com eles também. Muitos Shawnees, no entanto, esperavam usar a ajuda britânica para recuperar suas terras perdidas para os americanos. Shawnees enviaram emissários ao sul para os Cherokees em Chota (atual Tennessee) para buscar ajuda. Um jovem chefe Cherokee, Dragging Canoe, aceitou o chamado às armas. Shawnees e Cherokees começaram a cooperar em uma guerra contra os americanos.
No outono de 1776, Cornstalk voltou a Fort Pitt, onde disse ao agente indígena americano George Morgan que, embora alguns jovens guerreiros Shawnee estivessem agindo precipitadamente, seu povo estava comprometido com a paz. Cornstalk fez Morgan enviar uma mensagem ao Congresso Continental, descrevendo as queixas de Shawnee e oferecendo amizade. Nesse ínterim, Cornstalk disse que decidiu remover seus seguidores para Coshocton, uma cidade indígena neutra de Delaware no rio Tuscarawas. No inverno de 1776, os Shawnees estavam efetivamente divididos entre a facção neutra de Cornstalk e as tropas militantes lideradas por homens como Blackfish. Embora Cornstalk, Kisinoutha e outros líderes Mekoche tenham feito as pazes com os virginianos em Camp Charlotte, as outras divisões Shawnee nem todas concordaram com a perda de seus campos de caça e seguiram seus próprios planos.
Em outubro de 1777, dois Shawnees visitaram Fort Randolph, um forte americano que havia sido construído no local da Batalha de Point Pleasant (atual Point Pleasant, West Virginia). Eles foram detidos pelo comandante do forte, Matthew Arbuckle, que decidiu manter como refém qualquer Shawnees que caísse em suas mãos. O filho de Cornstalk, Elinipsico (Allanawissica), chegou alguns dias depois para perguntar por que eles estavam presos. Cornstalk chegou ao forte logo depois e todos os quatro foram detidos. Em 10 de novembro, um miliciano americano estacionado no forte foi morto por indígenas desconhecidos nas proximidades. Em retaliação, as tropas furiosas executaram brutalmente Cornstalk, Elinipsico e os outros dois Shawnees.

## Conclusão e legado

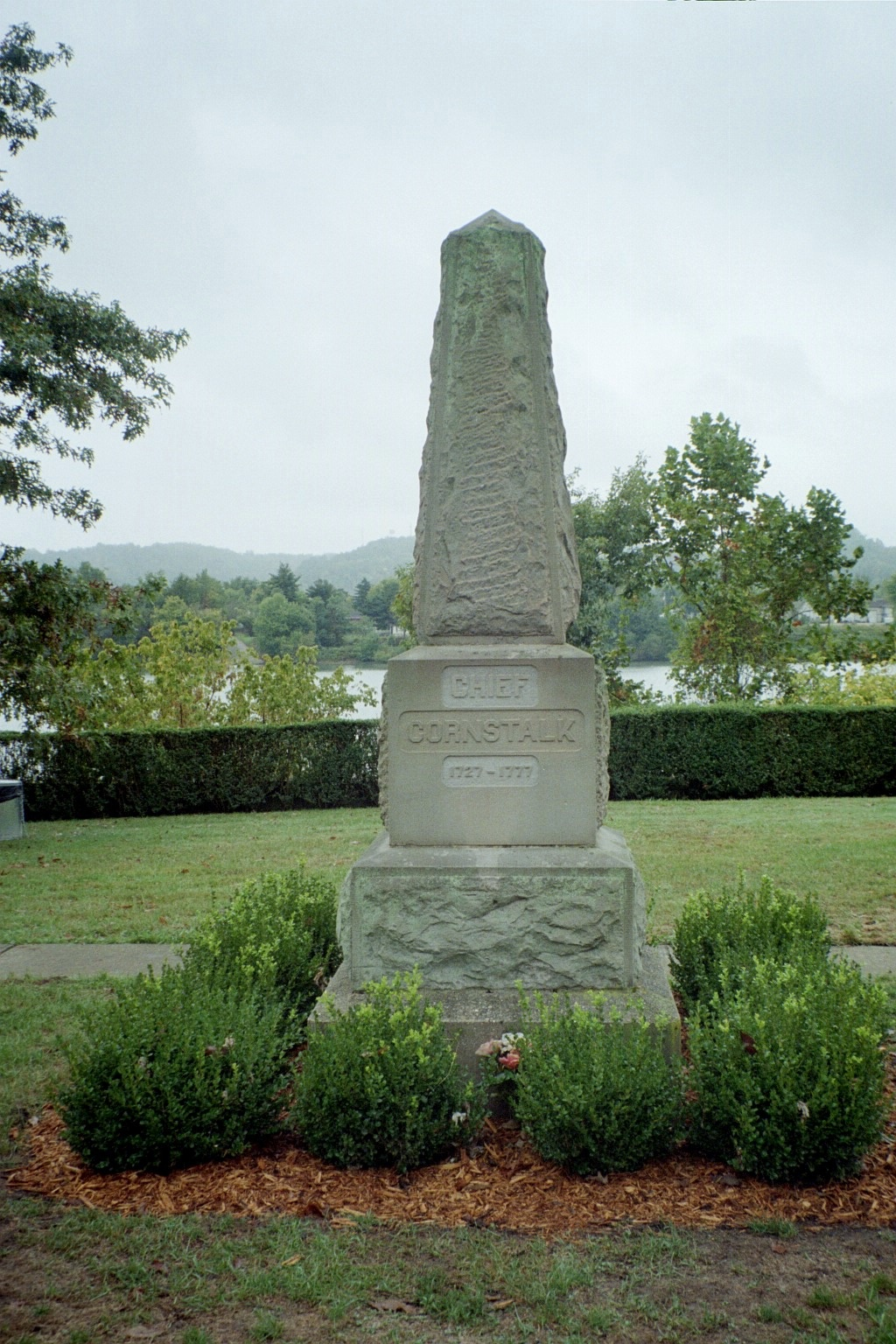
Túmulo de Cornstalk em Point Pleasant, West Virginia

De acordo com o historiador John Sudgen, "o significado da morte de Cornstalk foi mal interpretado." O assassinato de Cornstalk não fez com que os Shawnees fossem à guerra contra os americanos, como às vezes se acredita, uma vez que os Shawnees militantes já haviam decidido fazê-lo. No entanto, sua morte privou os Shawnees de uma importante voz de moderação e convenceu muitos indianos de que os americanos não eram confiáveis. Mais Shawnees se juntaram às fileiras dos militantes após o assassinato. Os seguidores de Cornstalk se mudaram para Coshocton em 1778. Sua irmã Nonhelema mudou-se para Fort Randolph, onde trabalhou como intérprete e mensageira para os americanos, e continuou a promover a paz apesar do assassinato de seu irmão.
Os líderes políticos e militares americanos ficaram alarmados com o assassinato de Cornstalk; eles acreditavam que ele era sua única esperança de garantir a neutralidade Shawnee. Patrick Henry, o primeiro governador americano da Virgínia, ficou indignado, exigindo que os "assassinos vis" de Cornstalk fossem levados à justiça.
Eles eram "James Hall do condado de Rockbridge, e Malcolm McCown de Augusta, Adam Barnes de Greenbrier, William Roane de Rockbridge e Hugh Galbreath de Rockbridge (...) para James Hall 200 dólares, para Malcolm McCown 150 dólares, para Adam Barnes, William Roane e Hugh Galbreath 100 dólares cada." Os supostos assassinos acabaram sendo levados a julgamento, mas como seus colegas soldados não testemunharam contra eles, todos foram absolvidos.
Cornstalk foi originalmente enterrado em Fort Randolph. Em 1840, seu túmulo foi redescoberto e seus restos mortais foram transferidos para o terreno do Condado de Mason, na Virgínia Ocidental. Quando o tribunal foi demolido em 1954, Cornstalk foi enterrado novamente no Tu-Endie-Wei State Park, o local da Batalha de Point Pleasant. Lendas locais surgiram sobre sua "maldição" moribunda sendo a causa de infortúnios na área. Histórias regionais afirmam que ele se vingou na década de 1960, enviando o misterioso Mothman para aterrorizar Point Pleasant.
Uma lenda sobre Aracoma, uma suposta filha de Cornstalk, é bem conhecida no Condado de Logan, na Virgínia Ocidental. A história é apresentada como um teatro sinfónico de rua todos os anos no Chief Logan State Park. A cidade de Logan, era conhecida como "Aracoma" de cerca de 1844 a 1907, e recebeu o nome dela.